# Sylwester Parzybok
Sylwester Parzybok (ur. 28 grudnia 1886 w Kiekrzu, zm. 1944 w Królewcu) – kapitan artylerii Wojska Polskiego i nadkomisarz Policji Państwowej, samorządowiec, komendant Policji Państwowej w Toruniu, komisaryczny burmistrz Lidzbarka Welskiego.
Pochodził z rodziny kupieckiej. Służył wojskowo w czasie I wojny światowej. Po przeniesieniu do rezerwy, już w odrodzonej Polsce, jego macierzystą jednostką pozostawał 20 pułk artylerii polowej. Zweryfikowany w stopniu kapitana ze starszeństwem z dniem 1 czerwca 1919 roku i 341. lokatą w korpusie oficerów artylerii. Wraz z początkiem lipca 1920 Parzybok podjął służbę w policji w Toruniu. Początkowo kierował działem szkolenia, by już 27 lipca 1920 objąć stanowisko komendanta Policji Państwowej na miasto Toruń. Reprezentował policję w powołanym w sierpniu tegoż roku komitecie do ochrony granic Pomorza.
W styczniu 1921 odebrał dekret stabilizacyjny, równoznaczny z przyjęciem do służby na stałe. Był w tym czasie p.o. komisarza. Po kilku miesiącach delegowany został do organizacji Policji Państwowej na Górnym Śląsku; za zaangażowanie w pracę na tej delegacji uhonorowany został pochwałami resortowymi wystosowanymi przez ministra spraw wewnętrznych i komendanta głównego Policji Państwowej. Po powrocie do Torunia we wrześniu 1922 ponownie został komendantem miejskim. W marcu 1929 komenda miejska została zlikwidowana, a Parzybok przeszedł na stanowisko kierownika I Głównego Komisariatu w Toruniu. Zaledwie pół roku później przeniesiony został w stan nieczynny, a w styczniu 1930 otrzymał emeryturę. Doszedł w służbie zawodowej do stopnia nadkomisarza.
Jako zwierzchnik w służbie policyjnej kładł nacisk na właściwy stosunek funkcjonariuszy do ludności. Był zwolennikiem działań prewencyjnych. Zwalczał negatywne zjawiska, jak bezczynność podwładnych, pijaństwo, postawy godzące w dobre imię policjanta.
Jeszcze pozostając w czynnej służbie ubiegał się w maju 1928 bez powodzenia o stanowisko wiceprezydenta Torunia. Po przejściu na emeryturę zarządzał toruńskim hotelem „Pod Orłem”. W 1933 przystąpił do wyborów na burmistrza Lidzbarka Welskiego; Rada Miejska wybrała inną osobę, która jednak nie zyskała zatwierdzenia wojewody. W sierpniu 1933 Parzybok objął władzę w mieście jako burmistrz komisaryczny. Pozostawał burmistrzem przez sześć lat, do wybuchu II wojny światowej, z czasem pozyskując przychylność mieszkańców. Dążył do przekształcenia Lidzbarka w miejscowość letniskową i uzdrowiskową, dbał o miejscową ochotniczą straż pożarną, wspierał lokalny oddział Towarzystwa Gimnastycznego „Sokół”, działał w Radzie Szkoły Powszechnej, kierował Komitetem Funduszu Pracy, prowadzącego działania na rzecz bezrobotnych. Zainicjował utworzenie parku imienia Bronisława Pierackiego. W kwietniu 1937 za działalność „na polu wychowania fizycznego i przysposobienia obronnego” został odznaczony Srebrnym Krzyżem Zasługi.
We wrześniu 1939 został aresztowany przez Niemców. Przez kilka miesięcy więziony był w Hohenbruch w Prusach Wschodnich, od maja 1940 w Królewcu. Tamże został zamordowany pod koniec 1944.
Żona Parzyboka była w Lidzbarku Welskim działaczką Towarzystwa Przyjaciół im. Królowej Jadwigi, wspierającego szkoły i przedszkola, a córką Ludmiła udzielała się aktywnie w reaktywowanej miejscowej żeńskiej drużynie harcerskiej.